# Культура США
Культура Соединённых Штатов Америки формировалась под влиянием этнического и расового многообразия страны. Значительное влияние на неё оказали выходцы из таких стран, как Ирландия, Германия, Италия, Польша, потомки привезённых из Африки рабов, а также американские индейцы и коренные жители Гавайских островов. Тем не менее, решающий вклад сделала культура выходцев из Британии, что распространяли английский язык, правовую систему и другие культурные достижения.
Американское кино, телевидение, блюз, джаз, рэп и рок служат фундаментом мировой массовой культуры. Именно в США впервые появился интернет, массовый автомобиль, получили развитие информационные технологии и, будучи одной из ведущих экономических и военных держав мира, она во многом определяет образ жизни остального человечества.

## Языки
Хотя Соединённые Штаты не имеют на федеральном уровне официального языка, де-факто национальным языком считается английский, за которым в 30 штатах законодательно был закреплён официальный статус. По данным переписи населения США 2000 года, более 97 % американцев хорошо говорят по-английски, а для 81 % это единственный язык общения в домашних условиях. Помимо английского, в Соединённых Штатах говорят ещё на 300 языках, часть из которых — языки коренных народов. Американский английский имеет четыре основных региональных диалекта в США: северо-восточный, южный, северный и диалект Среднего Запада, считающийся «стандартным».
Испанский имеет официальный статус в Пуэрто-Рико и штате Нью-Мексико; он является основным разговорным языком в различных небольших языковых анклавах. По данным переписи 2000 года, на этом языке говорит около 30 миллионов человек. Имеет место и двуязычие, так наз. Spanglish.

## Религия
США являются одной из самых религиозных стран развитого мира. По данным исследования 2002 года от Pew Global Attitudes Project, США были единственной развитой страной, где большинство опрошенных граждан сообщили, что религия играет «очень важную» роль в их жизни. Сегодня правительство на национальном, региональном и местном уровнях продвигает принцип разделения церкви и государства. Тем не менее, тема религии в Соединенных Штатах вызывает ожесточённые дискуссии по моральным, этическим и правовым вопросам, таким как проблемы абортов и однополых браков.
Церковь сегодня имеет большое значение в сознании и жизни американца, хотя оно постоянно сокращается. При церквях часто действуют спортивные, интеллектуальные, образовательные структуры, а здание самой церкви может сдаваться в аренду.
Девять из тринадцати колоний времен основания государства имели официальную государственную религию. Однако к моменту Конвента 1787 года Соединенные Штаты стали одной из первых стран в мире, закрепивших в законе принцип свободы вероисповедания, что повышало привлекательность Америки по сравнению с религиозно нетерпимой Европой. Религиозное свободомыслие приводило к тому, что привезенные иммигрантами учения выражались в новых формах, давали различные новые ответвления. Среди исключительно американских сект — появившиеся в начале XIX в. мормоны, построившие своего рода теократическое государство на территории нынешнего штата Юта, у Большого Соленого озера, которое просуществовало до конца столетия. Сегодня мормоны насчитывают около 2 млн человек.
|  |  |  |  |

На рубеже 19-20 вв. стали появляться новые религиозные течения. В период разрастания противоречий капитализма появилось так называемое социальное христианство, изобличавшее пороки буржуазного общества, стремилось к перестройке общества на началах справедливости при сохранении капиталистического строя. «Модернисты» пытались примирить религию и науку. Фундаменталисты же, наиболее популярные в южных штатах, отстаивали незыблемость Священного писания и религиозных догм. Особенно большой резонанс получил сфабрикованный по их наущению «обезьяний процесс» 1925 г. в штате Теннесси, когда за преподавание дарвинизма был осужден школьный учитель.
В 60-х годах XX в. негритянские священники и церкви, а также белое либеральное духовенство сыграли немаловажную роль в освободительном негритянском движении.
Сегодня в Соединенных Штатах исповедуется более 250 религиозных верований, среди которых преобладает христианство. Популярен также иудаизм, охватывающий примерно 3 % населения. В последние годы набирает силу и мусульманство, особенно среди негритянского населения.

#### Праздники
| Дата                      | Русское название          | Местное название            | Примечания                   |
| ------------------------- | ------------------------- | --------------------------- | ---------------------------- |
| 4-й четверг ноября        | День благодарения         | Thanksgiving Day            |                              |
| 25 декабря                | Рождество                 | Christmas                   |                              |
| 1 января                  | Новый год                 | New Year’s Day              |                              |
| 3-й понедельник января    | День Мартина Лютера Кинга | Martin Luther King, Jr. Day |                              |
| 3-й понедельник февраля   | Президентский день        | Presidents' Day             | День рождения Дж. Вашингтона |
| Последний понедельник мая | День памяти павших        | Memorial Day                |                              |
| 4 июля                    | День независимости        | Independence Day            |                              |
| 1-й понедельник сентября  | День труда                | Labor Day                   |                              |
| 2-й понедельник октября   | День Колумба              | Columbus Day                | День открытия Америки        |
| 11 ноября                 | День ветеранов            | Veterans Day                |                              |

## Образование
Систему образования США составляют:
- дошкольные учреждения;
- начальная школа (англ. Elementary School), K-5 классы («нулевой» класс K, kindergarten, в ряде штатов обязателен для учеников и во всех штатах относится к школьному образованию);
- школа средней ступени (англ. Middle School), 6-8 классы;
- старшая школа (англ. High School), 9-12 классы,
- учебные заведения системы высшего образования.

### Школы
В Америке отсутствует государственная централизованная система школьного образования. Нет общих требований к квалификации учителей, общих стандартов для учебников и учителей. Школьное образование отдано на откуп штатам и муниципальным органам, в то время как доля федеральных властей в контролировании и финансировании школ составляет только 10 %. Огромное влияние на формирование учебных программ оказывают родительские комитеты, особенно в частных школах.
Посещение школы в Штатах обязательное. 90 % учащихся приходится на бесплатные общественные школы (англ. public school), 10 % — на частные школы, большинство из которых — религиозные. Частные школы демонстрируют индивидуальный подход к процессу обучения, предлагая более интересные и насыщенные программы обучения, дают образование очень высокого качества. Поступить в частную школу можно в любом классе и учиться столько, сколько позволяют возможности — стоимость обучения в них сравнима с университетской. По окончании обучения учащиеся сдают экзамены двух типов — SAT I и SAT II (англ. Standard Aptitude Test). Второй вариант немного сложнее, но именно его чаще всего требуют вузы при поступлении.
Деление школ на три ступени — начальную, среднюю и старшую — предусматривают отдельный преподавательский состав, администрацию и инфраструктуру — здания, стадионы, библиотеки и т. п. Это позволяет младшим школьникам не попадать под влияние старших, а также помогает педагогам концентрироваться на особенностях соответствующей возрастной категории. Продолжительность учебного года и учебного дня значительно варьируется от штата к штату. Школьная программа также децентрализована, вклад в её создание делают школьные советы и родители. Школьное образование в США ориентировано на индивидуальность, а не на коллектив, формирует глубокое чувство свободы, предоставляя ученикам выбирать учебные дисциплины в рамках определенных категорий.
Основные дисциплины (английский, математику, основы естественнонаучных и общественнонаучных знаний) на этапе начальной школы ведёт один преподаватель. На этой же ступени происходит отсеивание учеников и комплектование классов по способностям. С одарёнными ведётся более серьёзное обучение с довольно высокими требованиями к знаниям учащихся, их с самых ранних лет готовят к поступлению в колледж.
|  |  |  |  |

В средней школе вводятся предметы по выбору, например, иностранный язык, искусство.
После 9 класса образование делится на академическое (нацеленное на поступление в вузы) и профессиональное (с углубленным изучением прикладных предметов, таких как, например, автодело). В старшей школе ученики на разных стадиях обучения имеют специальные прозвища — freshmen («новички») в девятом классе, sophomores («второкурсники») в десятом, juniors («юниоры») в одиннадцатом и seniors («старшеклассники», «выпускники») на последнем году учебы.
Иногда допускаются определенные вариации в делении школ на ступени в различных школьных округах США.
Если плотность застройки позволяет, школы в США строятся как несколько, часто соединенных вместе, одно- или двухэтажных корпусов. Рядом находятся парковки, спортивные стадионы и площадки. Даже если ученики в школе не проживают, школа представляет собой в большинстве случаев замкнутый кампус. В классах стоят одноместные парты. За каждым учеником закреплен также индивидуальный шкафчик, запирающийся на замок, для личных вещей школьника. В коридорах стоят автоматы с едой и питьём. Школьная форма распространена лишь в частных, религиозных школах и интернатах. Каждая школа имеет свой талисман, который рисуется на спортивной форме и форме девушек из группы поддержки.
После окончания школы выпускник может поступить в профессиональную школу (там учатся на секретарей, водопроводчиков, криминалистов и т. п.) или в так. наз. community, то есть местный колледж с двухлетней программой обучения (готовит работников соцобеспечения, бухгалтеров и т. д.), — все подобные заведения платные. Но чаще всего абитуриенты стараются попасть в вузы, поскольку диплом в США имеет важное значение для будущей карьеры и достатка — по статистике, имеющие высшее образование американцы получают за свою жизнь в среднем на миллион с лишним долларов больше.

### Высшее образование
В стране насчитывается примерно 1700 государственных вузов и около 2,5 тыс. частных. Университеты в Америке часто называются колледжами, а в быту распространено название «школа».
Единых требований для поступления в вузы в стране нет. Большинство вузов учитывают баллы школьного аттестата и результаты экзаменов ACT или SAT. В некоторых вузах приём может осуществляться по результатам конкурсных экзаменов, собеседования, тестирования. Многие вузы активно работают в школах, предлагая в старших классах колледжные дисциплины. Преимущества при поступлении имеют талантливые спортсмены (которых могут принять без учёта академических успехов), победители олимпиад и ветераны войн в Ираке и Афганистане.
Учреждения высшего образования не являются бесплатными и лишь частично содержатся на государственные средства. Вузы поддерживаются благотворительным фондами и средствами богатых попечителей, что позволяет последним оказывать влияние на университетские дела. Что не мешает университетам принимать огромные средства для выполнения исследований по госзаказу (чаще военного значения). Поскольку в государственном масштабе подготовка специалистов не планируется, иногда вузы выпускают специалистов в избытке. При этом значительная часть специалистов приезжает из-за рубежа благодаря «утечке мозгов».
Стоимость обучения в престижных частных вузах крайне высока — от 30 до 80 тыс. долларов в год за степень бакалавра (данные приведены на 2012 год).
Обучение проходит в два этапа. Для получения степени бакалавра нужно проучиться 4 года, магистра — 2 года. Часто получение магистерской степени происходит спустя несколько лет и в другом вузе. После или вместо магистратуры можно обучаться в аспирантуре (на «докторскую» степень PhD). Магистерская и докторская степени подразумевают защиту диссертации.
|  |  |  |  |

Американское высшее образование считается одним из лучших в мире. Вузы США стабильно занимают высокие места в мировых рейтингах. 40 % студентов составляют иностранцы, которые по окончании обучения могут в течение года найти в США работу. Хотя большинству приходится по истечении срока покинуть страну, самым лучшим американские фирмы дают визу и — иногда — вид на жительство. По словам Збигнева Бжезинского, «Америка превратилась в Мекку для тех, кто стремится получить современное образование; приблизительно полмиллиона иностранных студентов стекаются в Соединенные Штаты, причем многие из самых способных так и не возвращаются домой. Выпускников американских университетов можно найти почти в каждом правительстве на каждом континенте».
Несмотря на успехи университетов, среднее образование имеет ряд проблем. По словам министра образования США, школьная система находится в стагнации и проигрывает в конкуренции с другими странами. Страна оказалась на 18-м месте из 36 в рейтинге по версии Организации экономического сотрудничества и развития. Приблизительно 25 % учеников не могут вовремя окончить учёбу и не справляются с экзаменами. На решение этих проблем нацелена, в частности, многомиллиардная реформа Барака Обамы «Гонка к вершине» (Race to the Top).

## Кухня
В основе американской кухни лежат традиции английской кулинарии XVII—XVIII веков, смешавшиеся с некоторыми кулинарными традициями американских индейцев (блюда из кукурузы и бататов, кленовый сироп и т. д.), она значительно менялась в течение последних трёх столетий, став синтезом кулинарных традиций всего мира, сочетающим кухни различных иммигрантских культур. Американскими блюдами стали немецкие «бифштексы по-гамбургски» и сосиски, итальянские пицца и паста, блюда китайской кухни.
В течение многих десятков лет основным рационом американских старожилов, особенно на фермах, служили свинина и бобы, а также кукуруза. В больших количествах ели патоку.
В реалиях современной жизни американцы редко готовят дома, поэтому современное американское питание характеризуется крайне широким распространением полуфабрикатов, ресторанов быстрого обслуживания (то есть фастфуд) и ресторанов национальной кухни, что также затрудняет характеризацию американской кухни. Одним из самых распространенных полуфабрикатов является пицца.
На завтрак американцы чаще всего едят так наз. cereal — сухие хлопья кукурузы, риса или пшеницы с обезжиренным молоком (англ. skim-milk). Или муку из тех же зерен просто разводят кипятком. По утрам также принято выпивать стакан апельсинового или грейпфрутового сока, для детей — чаще яблочного. Иногда вместе с маленькой булочкой или бубликом (англ. roll) пьют чашку кофе. По выходным американцы тратят больше времени на приготовление завтрака, который могут составлять вафли с кленовым сиропом или scramble-eggs (яичница-болтунья).
|  |  |  |  |

В 12 часов начинается ланч, раньше переводимый как «второй завтрак». В это время дня обычно едят пиццу, салат из тунца или пасту — макароны с соусом. Однако самая популярная еда на ланч — сэндвич и кока-кола.
Обед в Америке начинается в пять-шесть часов вечера, не позднее семи, и по времени приближается к русскому ужину. На обед принято есть горячие блюда — из мяса, рыбы, птицы, овощной салат или гарнир из тушеных овощей.
Из алкогольных напитков популярны калифорнийские вина, ром, бурбон, виски (называемые на ирландский манер — whiskey) и местное пиво (Budweiser, Miller, Philadelphia’s Yuengling, Lone Star, Anchor Steam, Purple Haze, Fat Tire, Turbo Dog и Coors). Нужно отметить, что в стране потребляют достаточно много алкоголя, несмотря на многолетнее трезвенническое движение. «Сухой закон», имевший место в 20-х годах прошлого века, привёл лишь к обогащению контрабандистов-«бутлегеров» и широкому размаху преступности. Причём в последние годы потребление алкоголя растёт и достигло в 2010 году 25-летнего максимума.
Американцы предпочитают чаю кофе, причем более половины взрослого населения выпивают по крайней мере одну чашку в день. Благодаря широкому маркетингу фирм США популярным напитком на завтрак стали апельсиновый сок и молоко (в настоящее время часто с пониженным содержанием жира) За период 1980-х и 1990-х калорийность американской пищи выросла на 24 %; частое питание в фаст-фудах привело к так называемой «эпидемии ожирения», охватившей 68 % населения. Пользуются популярностью сильно подслащенные безалкогольные напитки; сахар в напитках составляет 9 % от суточного потребления калорий среднего американца.

## Семья

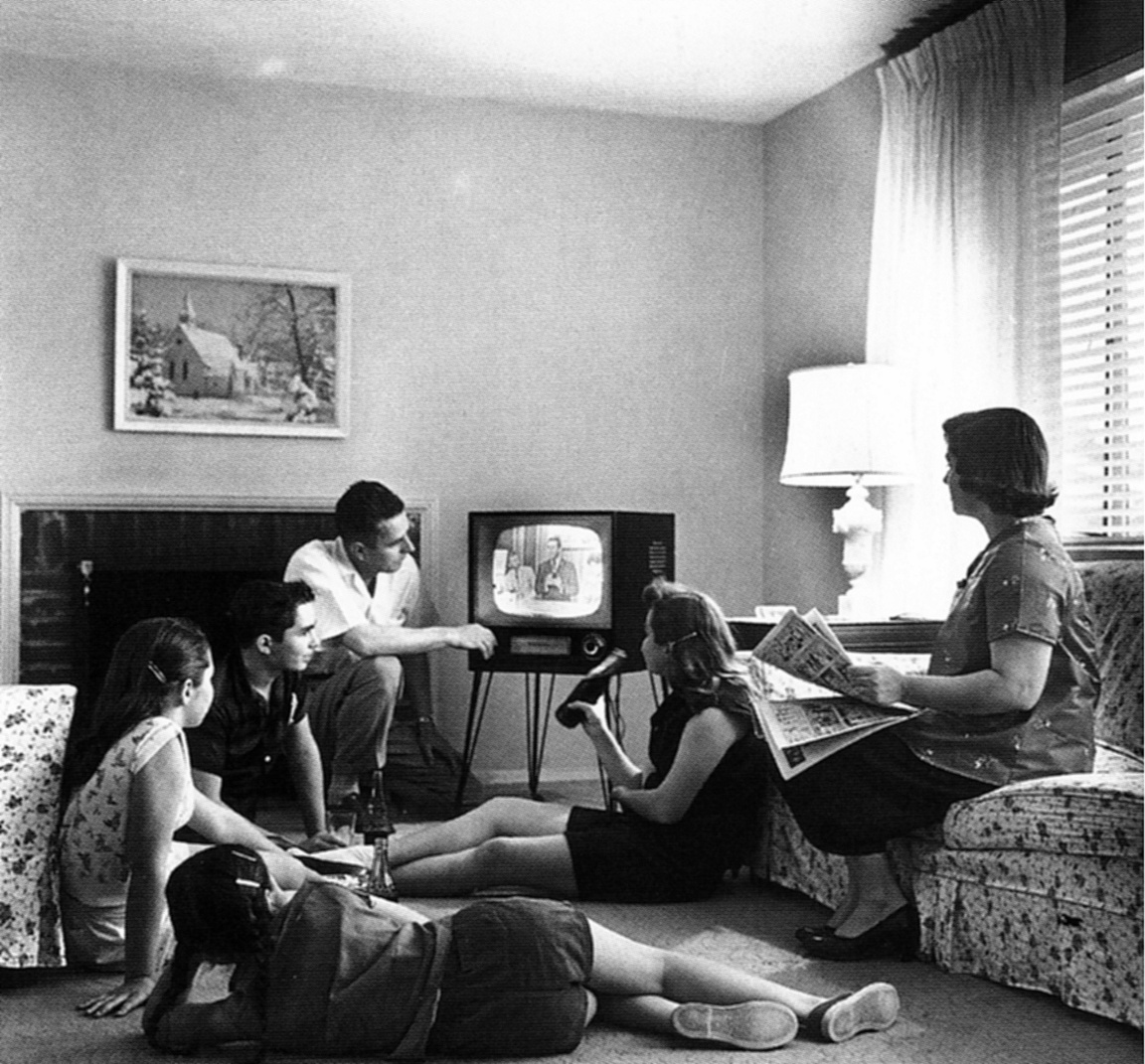
Американская семья у телевизора, 1958 год.

В Америке утвердилась малая нуклеарная семья, в центре которой стоят дети. Большая семья, включающая людей нескольких поколений и дальних родственников, редка даже на фермах и в иммигрантской среде. Число семей от общего числа домашних хозяйств — около 70 %.
Семейные ценности играют для американцев огромную роль. На идее доброй семьи строится реклама, телешоу, сериалы и мыльные оперы. Даже в детских шоу рассказывается о семье как о величайшем благе. В голливудских фильмах культивируется идея Дома, который нужно защищать, и Семьи, где радость и боль одни на всех.
По своим демографическим показателям США лидируют среди стран Запада, что во многом объясняется высоким уровнем жизни, доминирующим положением страны в мире и широкими возможностями по привлечению мигрантов. С 1995 года в стране наблюдается самый высокий в развитых странах уровень рождаемости — 2,07 ребёнка на каждую женщину в фертильном возрасте в 2003 году, что близко к уровню простого воспроизводства населения. Это говорит о том, что через 15-20 лет США смогут удовлетворять потребности в рабочей силе за счёт внутренних ресурсов, в то время как странам Западной Европы понадобится ввезти порядка 40 млн мигрантов к 2025 году.
Тем не менее, за последние 30 лет семья в США претерпела значительную трансформацию и играет менее важную роль, чем раньше. Сокращается удельный вес полных семей. На протяжении вот уже нескольких десятилетий страна лидирует по числу разводов. Непреклонно повышается средний возраст вступления в брак — 25,1 года для женщин и 26,8 года для мужчин (по данным на 2000 год). За одно поколение изменилось отношение к институту семьи: признавая значение брака, американцы считают развод лучшим выходом для семьи, не сумевшей решить свои проблемы. Сокращается рождаемость, хотя большинство выражает желание иметь детей.
|                               | 1970 | 1970   | 1980 | 1980   | 1990 | 1990   | 2000  | 2000   | 2004  | 2004   | Прирост, % | Прирост, % | Прирост, % | Прирост, % |
|                               | млн. | %      | млн. | %      | млн. | %      | млн.  | %      | млн.  | %      | 1970-1980  | 1980-1990  | 1990-2000  | 2000-2004  |
| ----------------------------- | ---- | ------ | ---- | ------ | ---- | ------ | ----- | ------ | ----- | ------ | ---------- | ---------- | ---------- | ---------- |
| Домашние хозяйства            | 63,4 | 100,0  | 80,8 | 100    | 93,3 | 100,0  | 104,7 | 100,0  | 112,0 | 100,0  | 27         | 16         | 12         | 7          |
| Семейные домашние хозяйства   | 51,4 | 81,2   | 59,5 | 73,7   | 66,1 | 70,8   | 72,0  | 68,8   | 76,2  | 68,0   | 16         | 11         | 9          | 6          |
| Полные семьи                  | 44,7 | (70,5) | 49,1 | (60,8) | 52,3 | (56,0) | 55,3  | (52,8) | 57,7  | (51,5) | 10         | 7          | 6          | 4          |
| Неполные семьи                | 6,7  | (10,6) | 10,4 | (12,9) | 13,8 | (14,8) | 16,7  | (16,0) | 18,5  | (16,5) | 55         | 32         | 21         | 11         |
| Несемейные домашние хозяйства | 11,9 | 18,8   | 21,2 | 26,3   | 27,2 | 29,2   | 32,7  | 31,2   | 35,8  | 31,9   | 78         | 28         | 20         | 9          |
| Одинокие                      | 10,8 | (17,1) | 18,3 | (22,6) | 23,0 | (24,6) | 26,7  | (25,5) | 29,6  | (26,4) | 69         | 26         | 16         | 11         |
| Прочие                        | 1,1  | (17,1) | 2,9  | (3,7)  | 4,2  | (4,6)  | 5,9   | (5,7)  | 6,2   | (5,5)  | 167        | 45         | 39         | 4          |

Примечание: В скобках — доля различных типов домашних хозяйств в общем их числе.
Рассчитано по: Statistical Abstract of the United States. Wash., 1998. P. 61; 2001. P. 49; 2006. P. 51.
Изменились и социальные роли в семье. Права и обязанности мужчин и женщин стали более однородными. В воспитании детей больше делается акцент на «автономию» последних, чем на послушание старшим.
По данным на 2010 год, число состоящих в браке американцев достигло исторического минимума. Согласно опросам Pew Research Center, 39 % американцев в 2010 году считали, что брак превращается в старомодный институт.
По мнению американского социолога Т. Смита, сейчас идет процесс выработки модели семьи XXI века и вытеснение семьи традиционной.

## Дом
Абсолютное большинство американцев ныне проживают в пригородах — в так. наз. сабурбии (англ. suburbia). Тенденция стала наиболее явной с 50-х гг. XX века и была вызвана развитием автомобильного транспорта, дорог и телефонной связи. Сыграли роль и щедрые денежные пособия, которые американское правительство выдавало вернувшимся с фронтов Второй мировой солдатам.
Сегодня средний американский дом имеет два этажа, реже — три, четыре или один (без учета подвала). Каждый его обитатель имеет свою собственную спальню (именно по количеству спален, а не площади в квадратных футах американцы судят о размере дома). Также есть и некоторое количество общих комнат — гостиная, кухня, столовая, гараж и иногда цокольный этаж — подвал (англ. basement). Подвал часто перестраивают (англ. finished basement), превращая его в гостевую комнату, кабинет, спортзал, библиотеку или место для тусовок; это повышает цену на дом в случае возможной продажи. Часто на заднем дворе под открытым небом имеется небольшой бассейн.
В малых городах условия для жизни часто выше, а школы, дороги и больницы — лучше, чем в мегаполисах. Важное значение для пригородов имеет район проживания; местонахождение считается «хорошим», если рядом имеются хорошие публичные школы. В самых престижных районах живут врачи, университетские профессора и бизнесмены. Но больше всего (до 85 %) американцев предпочитают жить в тупиках, как спокойных местах, где мало автомобильного трафика и низка вероятность совершения преступлений.
В целом американские дома в пригородах лишены архитектурных излишеств и построены в расчёте на не слишком долгий срок службы. Внешние стены весьма тонкие, внутренние выполнены из гипсокартона. Двери — из спрессованной древесины. Окна однослойные. Одна из причин — сравнительно мягкий климат (северная граница США лежит на уровне курортов Чёрного моря), частые (особенно на юге) природные катаклизмы и частое изменение местной инфраструктуры — мало кто решится вкладываться в строительство фундаментального дома, если через несколько лет район перестанет быть «хорошим». Вносит свою лепту быстрое изменение технологий и бытовых потребностей. Также, такие дома легко перестраивать.
|  |  |  |  |

У многих американцев дома есть оружие. В ход идут также электронные формы контроля (датчики). Часто в богатых районах глушится мобильная связь, что может помешать преступникам общаться между собой. Состоятельные граждане могут себе позволить установку специальной кнопки вызова полиции или нанять охранника.
В городах до недавнего времени селились главным образом малообеспеченные или бездетные семьи, молодые специалисты, пенсионеры, рабочие и безработные, студенты, а также те, кто желает жить в городе принципиально.
Однако в начале XXI в. тенденция начала меняться. Городские квартиры вновь стали пользоваться популярностью, и их цена начала стремительно ползти вверх. Новое поколение американцев больше не хочет жить в тихих спокойных пригородах, предпочитая городской ритм жизни, желая посещать небольшие магазины, пользоваться общественным транспортом, ходить в музеи и на выставки.
Собственное жильё имеют свыше 66 % американцев, около 34 % его арендуют. В случае аренды все расходы по обслуживанию и ремонту жилья несёт хозяин. В арендованном доме американцы могут жить десятилетиями. Чаще арендуются квартиры с одной или двумя спальнями, реже — студии, то есть квартиры из одной комнаты. В большинстве случаев при съёме жилья там уже будет мебель и холодильник, доставшиеся от прежних хозяев. И всё же для большей части американцев аренда — явление скорее временное, чем закономерное. Намереваясь прожить в районе много лет, американец скорее купит жилье в кредит. Базовые запросы относительно съемного жилья включают наличие школы, парковки, политики для обслуживающего персонала или арендодателя. В контракте оговаривается даже возможность декора внешних фасадов дома.
По состоянию на 2009 год, 650 тыс. человек в Соединенных Штатах считались бездомными, 5 млн проживали в мобильных домах, свыше 85 тыс. — в домах-автомобилях и яхтах.
Около 57 % домов в США используют газ, свыше 30 % — только электричество. Сегодня многие американцы предпочитают ставить на крышу солнечные батареи.

## Наука

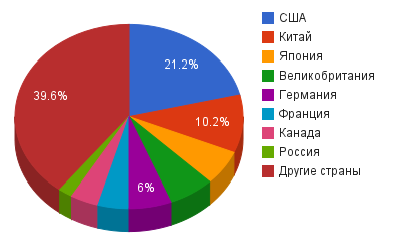
Доля ведущих стран в общем количестве научных статей.

В настоящее время Америка занимает доминирующее положение в научной сфере. Число выданных патентов составляет 77 501. Доля в общем выпуске научной продукции — 21,2 %. На американцев приходится больше Нобелевских премий и больше научных работ в реферируемых журналах, чем на граждан любой другой страны. Даже мировой финансовый кризис не стал помехой для науки — её финансирование велось опережающими темпами — 6,5 % при росте ВВП только на 3,3 %. Причём в последнее время рост расходов на науку идёт главным образом за счет частных источников.
Америка также привлекательна для молодых ученых всего мира — почти 40 % американских ученых и инженеров родились за границей, причем процент приезжих среди держателей магистерских и докторских степеней неуклонно увеличивается (в 2003—2007 г. на 2 %).
Тем не менее, нужно отметить негативную тенденцию относительного (но не абсолютного) уменьшения влияния США в научном мире. На рубеже 20-21 веков стала сокращаться доля американцев в количестве полученных патентов, научных публикаций, производстве высокотехнологичной продукции. И при этом все большую роль начинает играть Азия и особенно Китай — на эту страну приходится 10,2 % всех научных публикаций в мире. Хотя ряд исследователей отмечает, что феномен взлёта китайской науки имеет преимущественно экстенсивный характер.

## Театр
Театр в США и в начале XXI века остается популярным видом искусства.

## Музыка
Музыка США включает собой большое количество жанров, основанных на музыкальных традициях коренной американской (индейской), европейской и африканской музыки.
Музыкальная культура страны сложилась из взаимодействия музыкальных традиций колонизаторов из европейских стран (в первую очередь Великобритании, Ирландии, Испании, Германии и Франции), негров-невольников, испаноязычного населения Мексики и Центральной Америки, а также коренных жителей — индейцев. Каждая волна иммигрантов способствовала созданию плавильного котла из которого сформировались многочисленные стили. Музыка Соединенных Штатов отражает многонациональное население страны с различными музыкальными стилями. Самые известные жанры страны — джаз, блюз, кантри, блюграсс, рок, ритм-энд-блюз, соул, рэгтайм, хип-хоп, барбершоп, поп, экспериментальный, техно, хаус, танцевальная, бугалу и сальса.

## Кино

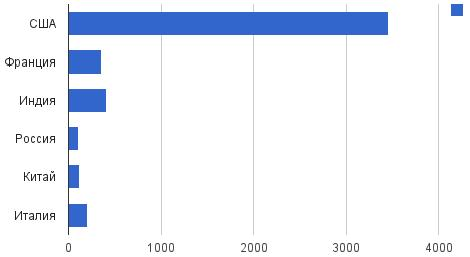
Производство худ. фильмов по странам (на 2011 год). Вычислено по данным imdb.com.

Американская киноиндустрия на данный момент является самой массовой и популярной на планете. В 2011 году американцы произвели 3 457 художественных фильмов, что составляет 42 % от мирового кинопроизводства.
С самого момента возникновения американское кино было поставлено на промышленную основу, а его производство стало уделом монополий («РКО», «Парамаунт», «Коламбия», «Метро-Голдвин-Майер», «20th Century Fox» и др.). Этим отчасти объясняется стандартизация репертуара и знаменитые «голливудские штампы». Одновременно для сценаристов появлялись некие шаблоны для работы. Именно так на заре кино сложились три жанра: мелодрама, комедия и авантюрный фильм, которые стали основой для всех последующих.
Именно в Голливуде появилась современная система кинозвёзд — на рекламных плакатах стали указывать и ведущих актёров. В результате зритель стал искушеннее и желал видеть в кино своих кумиров. Располагая огромными суммами, киностудии под давлением конкуренции переманивали друг у друга талантливых актеров, повышая им гонорары.
Характерной чертой американского кино также является зрелищность — оно окунает зрителя в правдоподобный, но иллюзорный мир, уводящий от реальности или искажающий её. Отсюда Голливуд часто именуют «фабрикой грёз».
Кино, изначально будучи связанным с финансовым капиталом, превратилось в одну из важнейших отраслей американской промышленности, орудие пропаганды американских ценностей и образа жизни. В настоящее время наблюдается тенденция к созданию высокобюджетных, с большим числом спецэффектов и декораций, фильмов — «блокбастеров».

## Изобразительное искусство
Искусство США является сравнительно молодым, оно сложилось вместе с американским государством, перенимая культуру прежних колоний европейских стран.
В конце восемнадцатого и начале девятнадцатого века американские художники в основном писали пейзажи и портреты в реалистическом стиле. Написанные художниками-любителями картины (примитивы) были в то время распространены больше, чем в Европе. Профессиональные художники рисовали картины в патриотическом стиле, изображавшие, например, битвы Войны за независимость, а также портреты государственных деятелей, богачей и т. д. Параллельно как реакция на промышленную революцию в сельской Америке получают развитие американские промыслы.
Начиная с 20-х годов XIX в. в живописи начинает преобладать изображение повседневной жизни, бытовых сцен. Рисовалась главным образом идеализированная сельская жизнь. Важным моментом стало появление на картинах этого периода индейцев.
К концу XIX в. произошло становление самостоятельности и национальной специфичности американской живописи, несмотря на значительное влияние художественных школ Европы, где подолгу жили многие американские художники. Ведущее место стала занимать городская тематика (Томас Икинс). Значительную известность получили работавшие в это время Уинслоу Хомер, проникновенно изображавший людей среди природы, портретисты Эдвард Харрисон Мэй Младший и Джон Сингер Сарджент. Искусство политической карикатуры демонстрировал Томас Наст.
|  |  |  |  |

В XX веке творчество американских художников охватывает широкий спектр стилей. Примитивы художников-самоучек все это время пользуются успехом. В начале века получает распространение индустриальный пейзаж, а также реалистическое изображение города со всеми его недостатками. В творчестве «областников» преобладает пейзаж и народный быт ферм и городков Среднего Запада и Юга.
По-прежнему велико было влияние европейских художественных направлений, которые проникали в Америку через серию выставок в Нью-Йорке, таких как Арсенальная выставка в 1913 году. Кроме того, многие выдающиеся европейские художники во время второй мировой войны эмигрировали в США. Переживал расцвет экспрессионизм.
После второй мировой войны получил развитие абстракционизм.
В 60-х и 70-х годах на основе поп-арта зародилось множество направлений, объединенных нигилистическим отношением к традициям мировой культуры.

## Архитектура
Архитектуре Соединенных Штатов присуще региональное разнообразие, она была сформирована под воздействием многих внешних сил. Поэтому можно сказать, что американская архитектура эклектична, что неудивительно для мультикультурного общества. Так, в бывшей французской колонии Луизиане сохранилась французская архитектура. Своеобразный вид имеют и селения юго-запада, бывшие под испанским владычеством.
В целом можно сказать, что до конца XIX в. архитектура страны имела подражательный характер. Профессиональная архитектура в американских колониях, появившаяся с середины XVII в., испытала значительное влияние английского неоклассицизма. Её базисом служили присущие эпохе активного освоения необжитых территорий рациональные приемы строительства.
|  |  |  |  |

Лишь с появлением в конце XIX в. так называемой «чикагской школы» американское зодчество не только избавляется от европейского влияния, но и начинает сама влиять на архитектуру других стран. Основатель школы Луис Салливен сформулировал принцип «функция определяет форму». Именно в это время в Чикаго появляются первые небоскрёбы — высотные здания на стальных каркасах, сооружение которых вызывала чрезвычайная дороговизна земли. Внешний вид зданий отражал их каркасную конструкцию и ячеистость пространственного построения интерьеров. Развивающаяся строительная техника позволяла архитекторам решать все более смелые конструкторские задачи.
Америка стремительно выдвигалась на мировую арену как крупнейшая индустриальная держава мира, что наложило свой отпечаток и на облик зданий. Здание превращается в объект купли и продажи, а внешний облик — в рекламу. Стиль мог быть дорогим и дешёвым и входил в стоимость дома.
В 30-х годах в Америке стали работать бежавшие от германского и испанского фашизма выдающиеся европейские зодчие (Элиэль Сааринен, В. Гропиус, Э. Мендельсон, Л. Мис ван дер Роэ, Р. Нейтра, В. Грюэн, М. Брейер), творчество которых в значительной степени определило характер американской архитектуры. В этот период сформировался неповторимый облик американского города — сверхплотная городская застройка с небоскребами делового центра, сочетающаяся с низкой плотностью пригородов.
В первой половине века сооружались постройки с гладкими поверхностями из стекла и бетона, в ультралаконичных, нарочито геометризованных формах. Архитектура развивалась в плане предельной простоты и конструктивности. Особенностями градостроительства оставались разномасштабность, полное несоответствие в облике и размерах рядом стоящих зданий, отсутствие какого бы то ни было «ансамбля» и архитектурного комплекса. Хотя, нужно отметить, отдельные небоскребы часто были интересны по архитектуре.
|  |  |  |  |  |

Однако начиная со второй половины 20 в. стали появляться здания в духе «американского неоклассицизма», несшие архитектурные украшения прошлых эпох. Началось сооружение замкнутых комплексов зданий вокруг внутреннего двора.
После окончания Второй мировой США де-факто становятся локомотивом развития архитектуры в развитых странах. Здесь работают крупнейшие архитекторы, реализуются крупнейшие проекты. Огромный вклад привнесли виднейшие европейские зодчие-эмигранты, в том числе Вальтер Гропиус и Людвиг Мис ван дер Роэ.
Одна из основных черт современной американской архитектуры — подчёркнуто временный характер постройки. Если в колониальную эпоху средний американский дом стоял около ста лет, то со второй половины XX в. долговечность снизилась до 40 лет. По словам писателя Луиса Очинклоса:
Ужас жизни в Нью-Йорке в том, что это город без истории… Все мои деды и прадеды жили в этом городе… но из домов, которые они занимали, сохранился лишь один.
С середины 50-х гг господствует направление «новое барокко», воплотившееся в выразительных криволинейных формах и конструкциях (например, аэровокзал компании TWA в форме ската).
Масштабные работы по реставрации исторических памятников, приуроченные к 200-летию независимости США (1976), оказались экономически выгодными и развивались на протяжении 80-х годов.
Современное американское зодчество ставит задачу постройки архитектурных ансамблей, которые стараются связать с природной средой. Строятся сверхвысотные дома, например в 110 этажей (Нью-Йорк).

## СМИ
США располагают крупнейшим в мире информационно-развлекательным рынком, не имеющим равных по разнообразию и техническим возможностям. СМИ США являются самыми влиятельными и мощными на планете и определяют направление развития экономики медиа по всему миру. Пальму первенства по-прежнему держит телевидение, хотя все большую конкуренцию ему начинает составлять Интернет. Число пользователей всемирной сети в США достигло 147 миллионов, или 73 % взрослого населения. По данным на 2005 год, объём медиа-рынка в США составил 168 млрд долларов, хотя темпы роста снижаются, ввиду того что рынок страны близок к насыщению.
Газеты и журналы

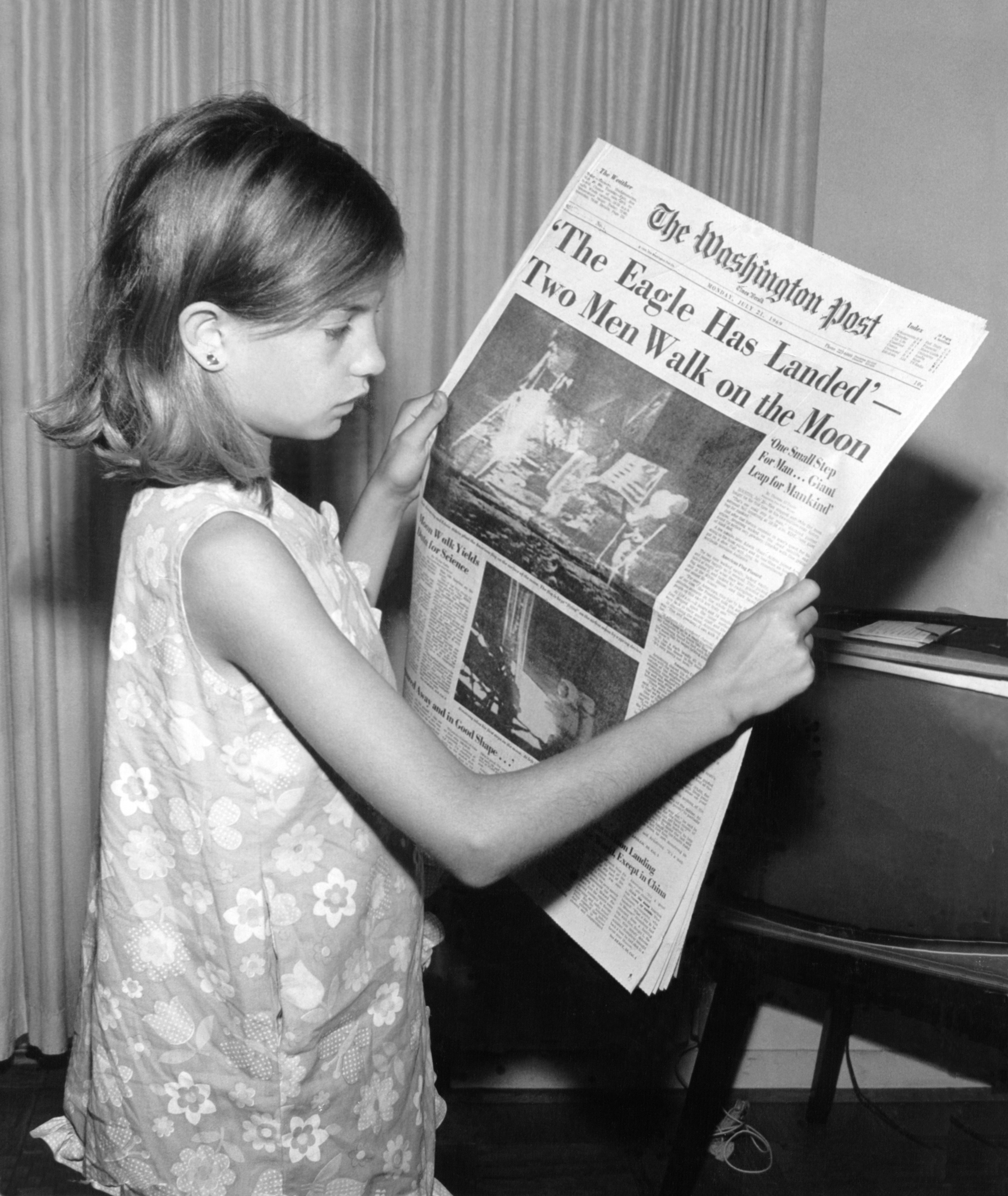
Девочка с газетой The Washington Post от 21 июля 1969 года.

Газеты: «The Washington Post», «The New York Times», «USA Today», «Christian Science Monitor», «The Wall Street Journal», «Los Angeles Times», «The Boston Globe», «New York Post», «The Philadelphia Inquirer», «The Baltimore Sun».
Журналы: «Newsweek», «Time» — еженедельные политические журналы.
Телевидение
К концу прошлого столетия в США полностью доминировали три телевизионных сети: ABC, CBS, NBC. Телевидение продолжает оставаться самым популярным источником новостей: около 70 % опрошенных сообщили, что следят за новостями через телевидение.
Радио
National Public Radio (Национальное общественное радио).
Внешнее вещание: «Голос Америки», Радио «Свобода», «Свободная Европа»
Агентства новостей
Ассошиэйтед пресс, United Press International, Bloomberg.